# Cẩm thạch

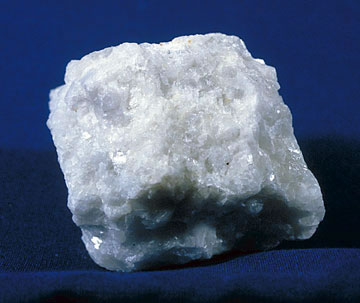
Cẩm thạch.

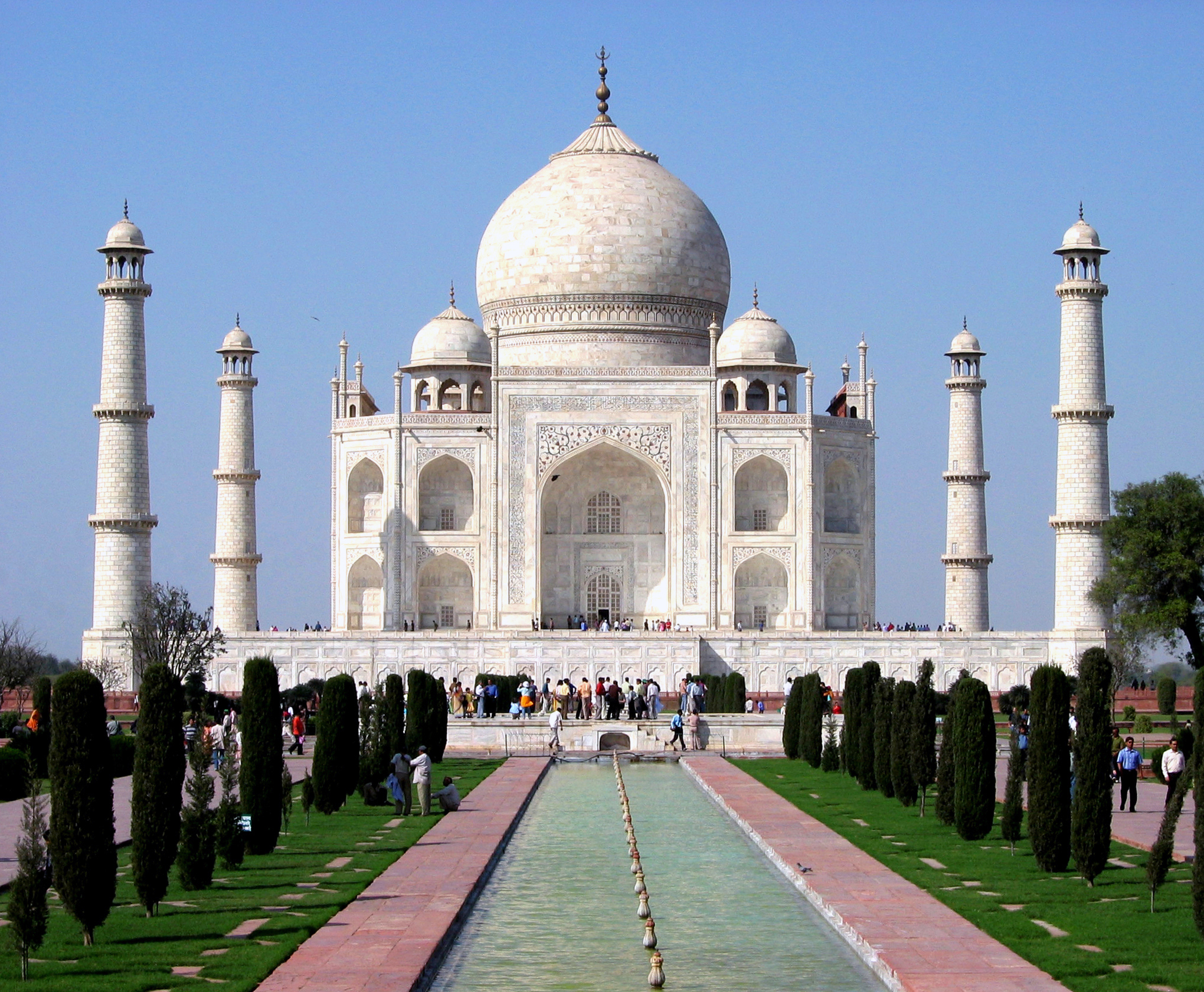
Taj Mahal, lăng mộ nổi tiếng bằng cẩm thạch.

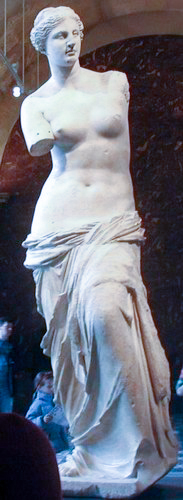
Venus de Milo.

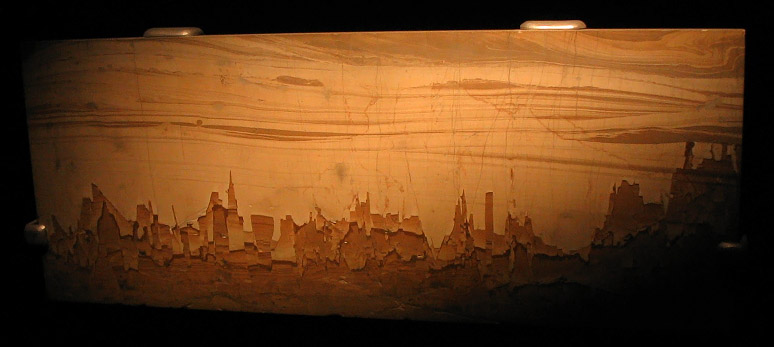
Các hoa văn tự nhiên trên bề mặt được đánh bóng của Cẩm thạch thể hiện một thành phố hoặc rừng cây (xem ảnh).

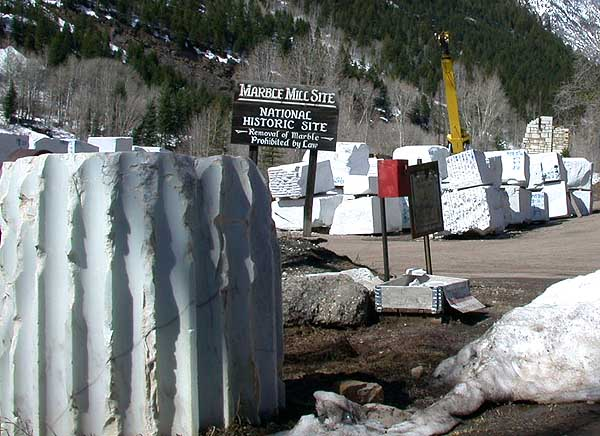
Cẩm thạch màu trắng sữa được cắt ra thành khối, Colorado.

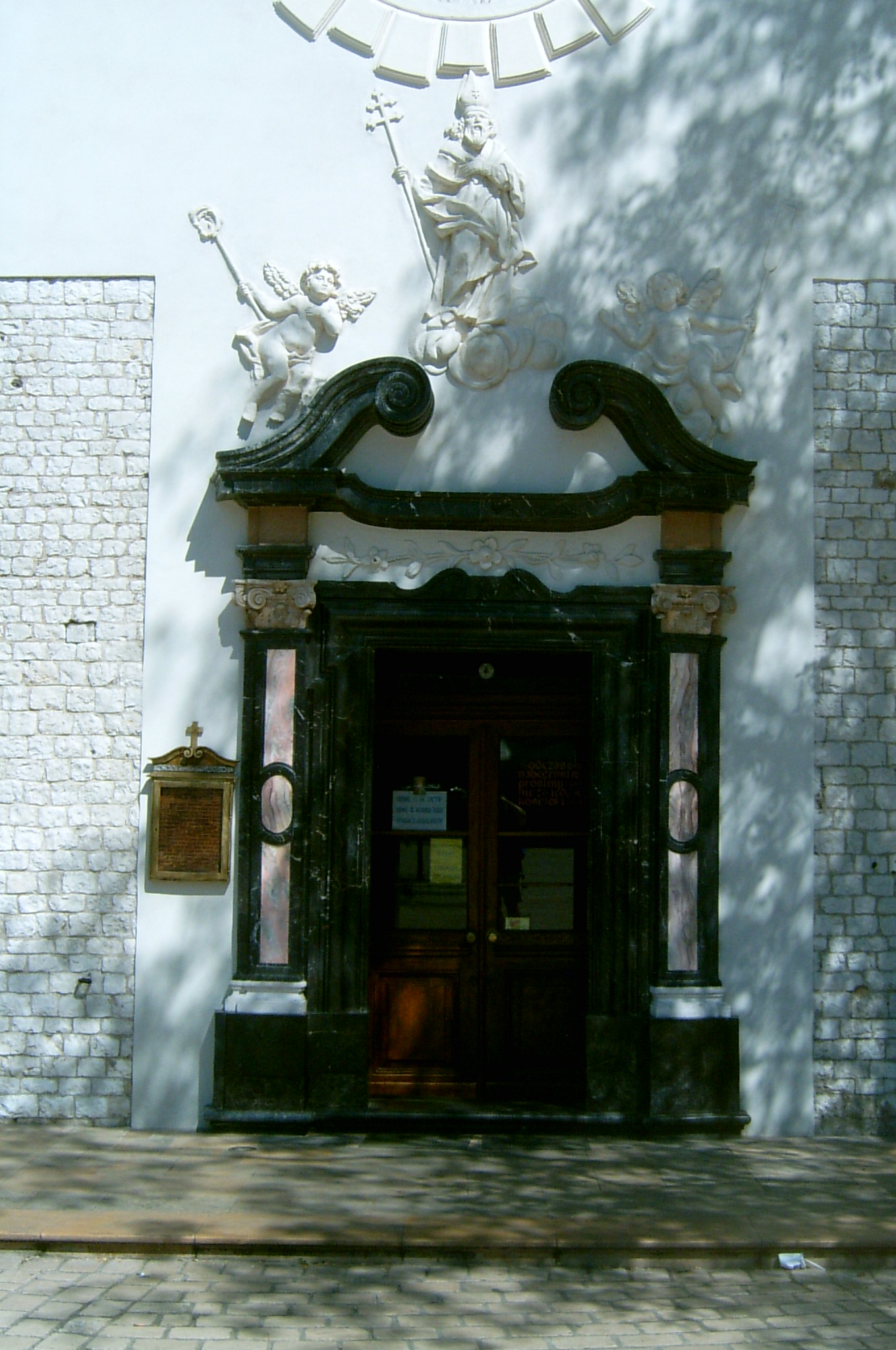
Cổng bằng Cẩm thạch màu đen (Dębnik) (thế kỷ 17) của nhà thờ St. Wojciech ở Kraków.

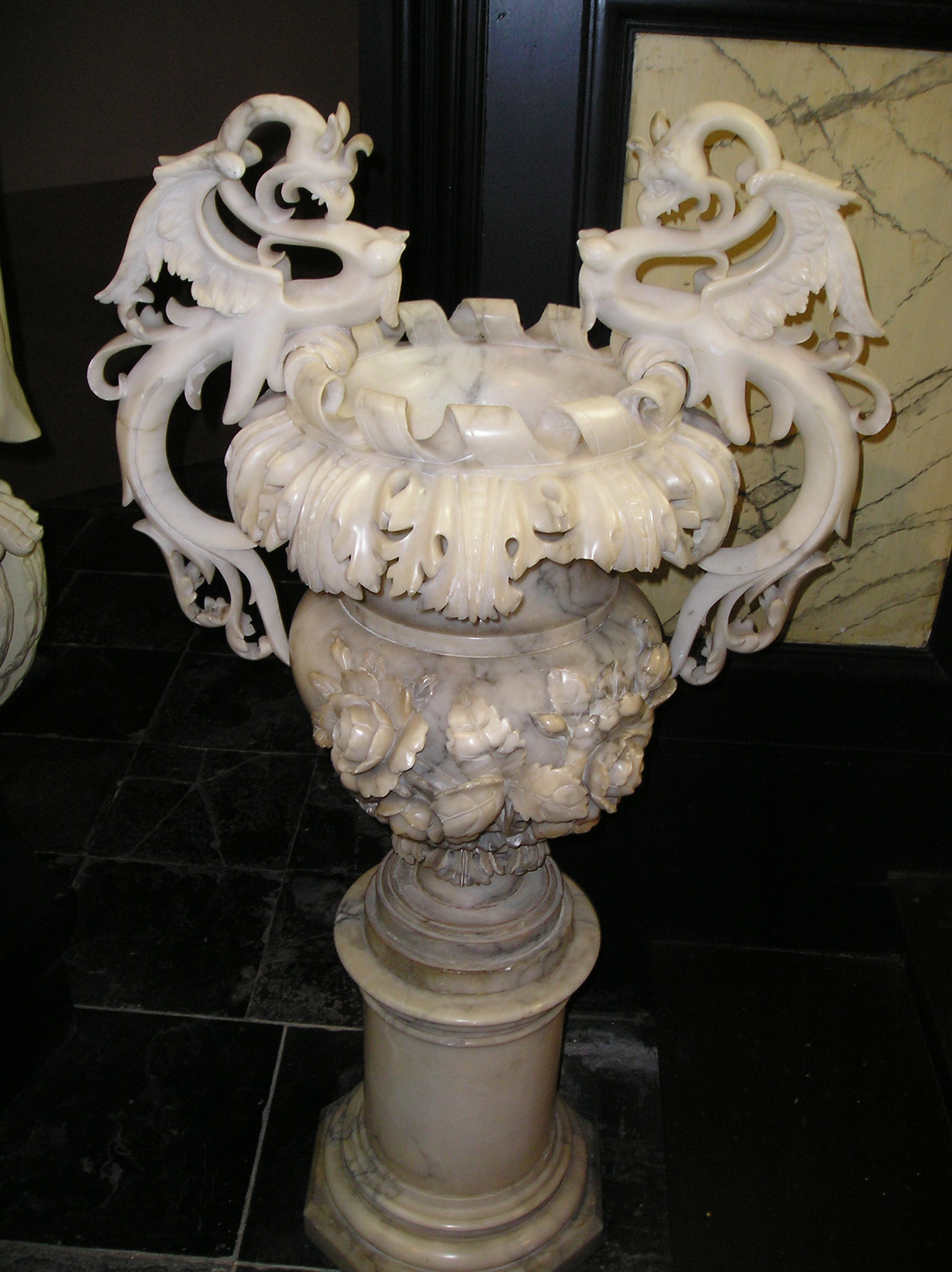
Cẩm thạch Italy.

Cẩm thạch, còn gọi là đá hoa, là một loại đá biến chất từ đá vôi có cấu tạo không phân phiến. Thành phần chủ yếu của nó là calcit (dạng kết tinh của cacbonat calci, CaCO3). Nó thường được sử dụng để tạc tượng cũng như vật liệu trang trí trong các tòa nhà và một số dạng ứng dụng khác. Từ Cẩm thạch (marble) cũng được sử dụng để chỉ các loại đá có thể làm tăng độ bóng hoặc thích hợp dùng làm đá trang trí.

## Thuật ngữ
Theo từ Hán Việt, loại đá có nghĩa là cẩm thạch tức là đá đẹp. Từ "marble" trong tiếng Anh xuất phát từ tiếng Hy Lạp μάρμαρον (cẩm thạch) và từ μάρμαρος (marmaros), "đá kết tinh", "đá sáng chói", có lẽ từ động từ μαρμαίρω (marmairō), "cháy sáng, lóng lánh, phát ra ánh sáng mờ". Thuật ngữ này cũng là từ cơ bản trong tiếng Anh "marmoreal" có nghĩa "giống cẩm thạch".

## Cẩm thạch trong công nghiệp

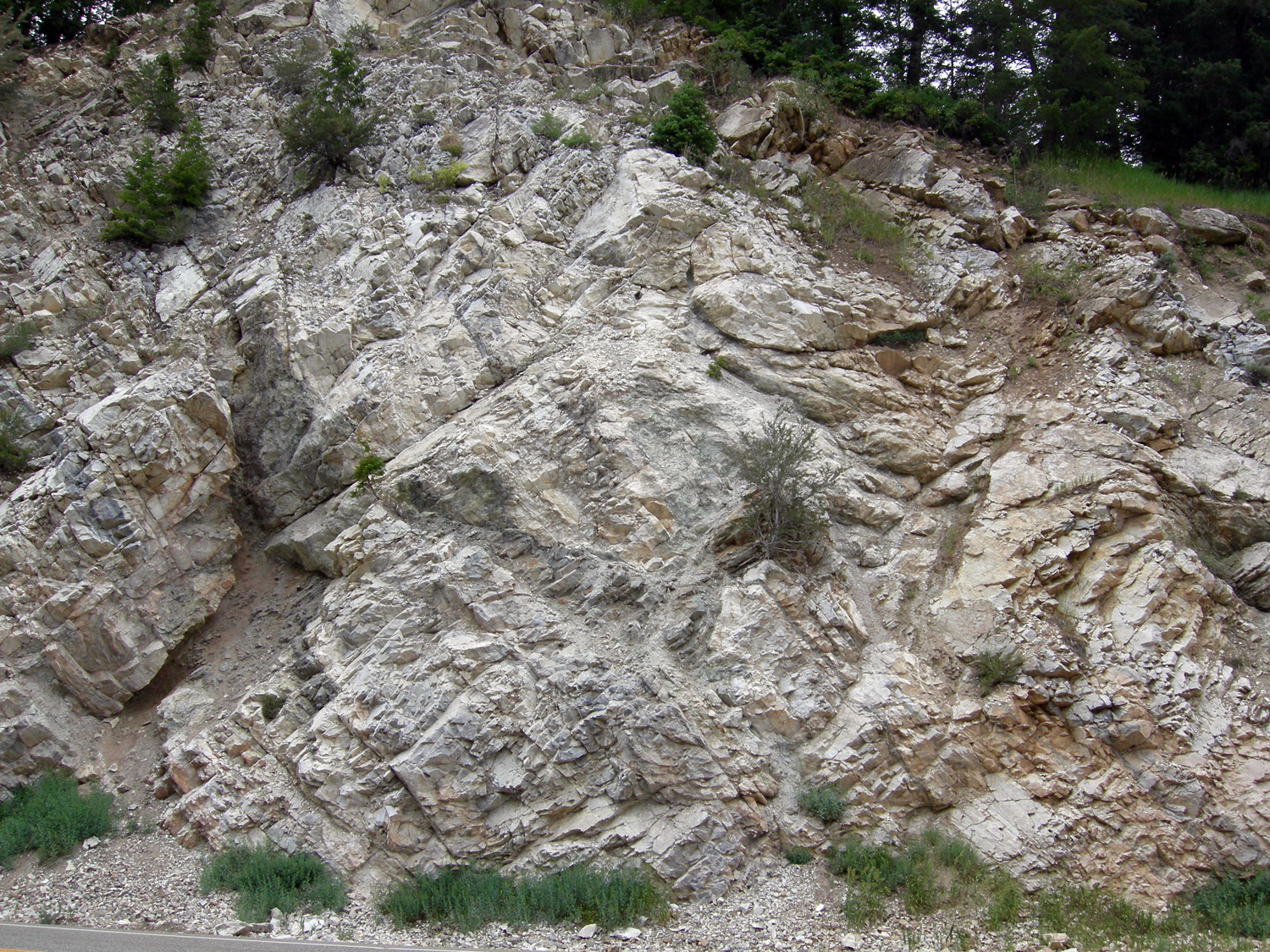
Cẩm thạch Mississippi ở Big Cottonwood Canyon, dãy núi Wasatch, Utah, Hoa Kỳ.